# سووتسک، کالینینگراد
شهر سووتسک، (اوبلاست کالینینگراد) (به روسی: Советск)؛ (به لهستانی: Tylża)؛ (به لیتوانیایی: Tilžė) که تا پیش از ۱۹۴۶ میلادی به نام تیلسیت شناخته می‌شد در کشور روسیه و در اوبلاست کالینینگراد واقع شده‌است. این شهر که در کرانه جنوبی رود نمان جای گرفته است پیش از جنگ جهانی دوم بخشی از پروس شرقی به شمار می‌رفت.
پیمان تیلسیت میان ناپلئون بناپارت امپراتور فرانسه و الکساندر یکم تزار روسیه در تاریخ هفتم ژوئیه ۱۸۰۷ میلادی در همین شهر به امضا رسید.

## نگارخانه

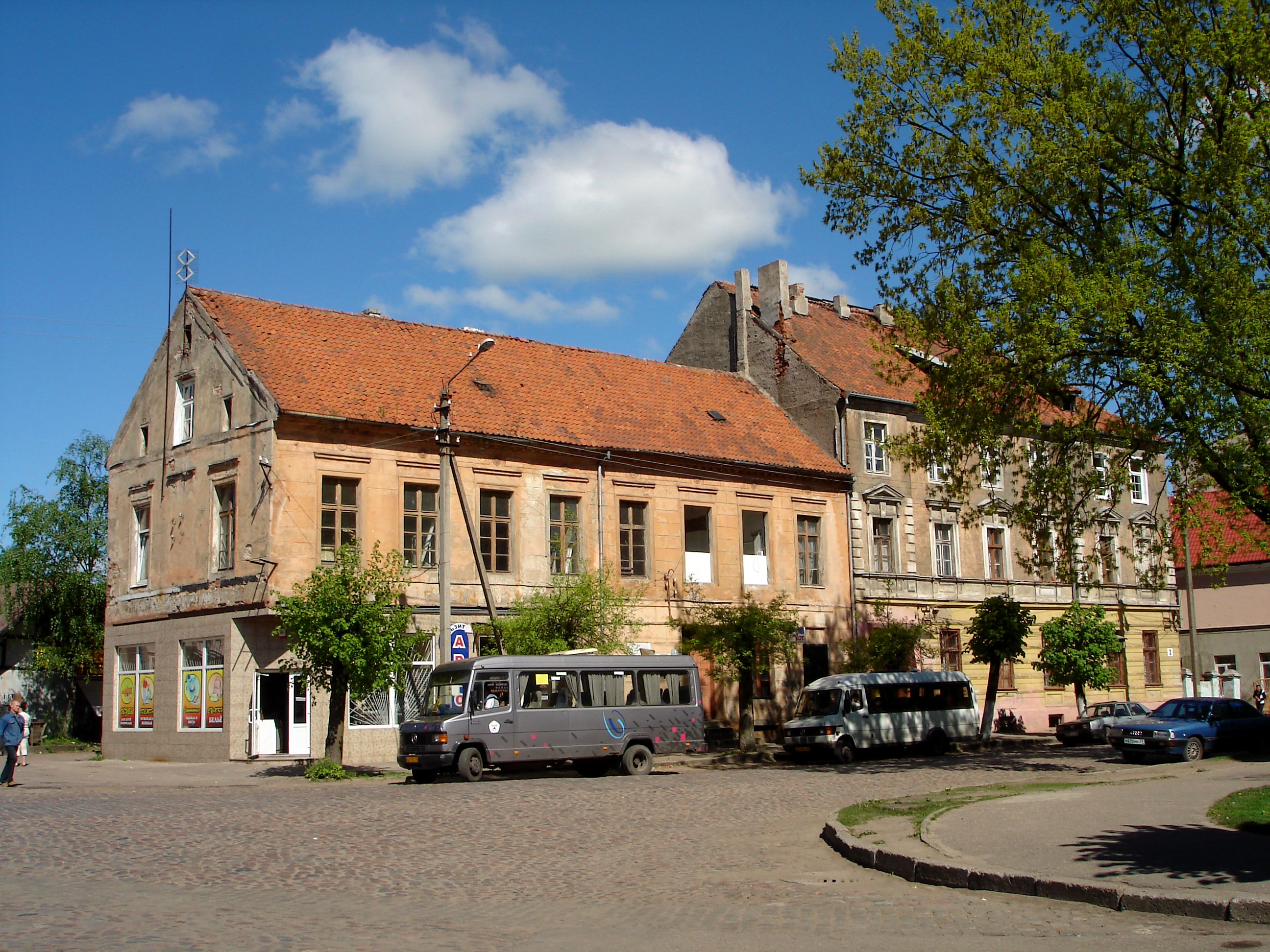
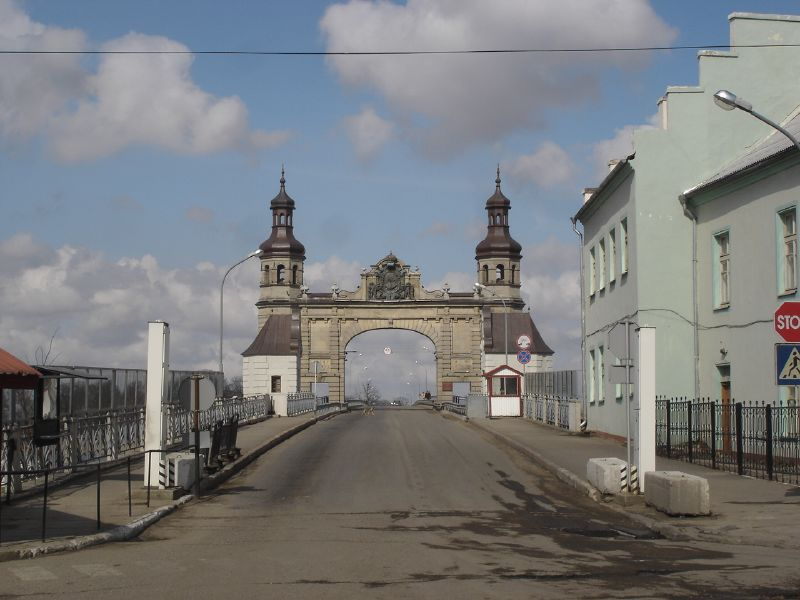